# 闻溪乡
闻溪乡，是中华人民共和国四川省广元市剑阁县曾经下辖的一个乡。2020年5月，撤销城北镇、闻溪乡、田家乡、凉山乡，将原城北镇、原闻溪乡、原田家乡和原凉山乡皇柏村、联合村、盐井村、清凉村、松林村、云凤村以及原北庙乡五星村、星光村、青碑村所属行政区域划归普安镇管辖。

## 行政区划
闻溪乡撤销前下辖以下地区：
檬树村、鲁公村、新关村、新中村、永丰村、长春村、中山村、建兴村、大湾村和二郎村。